# Lover (album)
Lover is het zevende studioalbum van de Amerikaanse zangeres Taylor Swift. Het album, dat verscheen op 23 augustus 2019, is het eerste album van Swift dat werd uitgebracht bij Republic Records.
Het album werd overwegend positief ontvangen door recensenten en ontving een Grammy nominatie voor beste Pop Vocal Album. Het album zou live ten gehore worden gebracht met een festivaltour in 2020, maar deze werd geannuleerd vanwege de coronapandemie.

## Achtergrond
Op 13 april 2019 plaatste Swift een klok op haar website die aftelde naar 26 april. Op deze datum bracht zij het nummer "Me!" met Brendon Urie van Panic! at the Disco uit en kondigde ze aan dat dit de eerste single van haar nieuwe album zou zijn. In de videoclip van "Me!" verborg Swift allerlei hints naar de titel van het album en naar andere nummers die erop zouden staan. In een livestream op Instagram op 13 juni onthulde Swift dat de titel van het album Lover zou zijn en zou verschijnen op 23 augustus. In de aanloop naar de lancering van het album verschenen er nog twee singles, namelijk "You Need to Calm Down" en "Lover". Ook bracht Swift de promotiesingle "The Archer" uit.

## Singles
De eerste single van Lover, "Me!", verscheen op 26 april 2019 en was een samenwerking met Brendon Urie van Panic! at the Disco. De bijbehorende videoclip werd 65,2 miljoen keer bekeken in de eerste 24 uur nadat deze was uitgebracht. Swift brak daarmee het record voor de best bekeken videoclip in de eerste 24 uur en is tot nu toe de enige artiest die het record drie keer heeft verbroken. In de Billboard Hot 100 belandde "Me!" op de twee plaats, onder "Old Town Road". Ook in andere landen, zoals Schotland, Hongarije en Ecuador, belandde "Me!" in de top 5. In Nederland werd "Me!" verkozen tot Alarmschijf en behaalde het de 17e positie in de Top 40. In Vlaanderen behaalde het nummer de 20e positie.
De tweede single van Lover was "You Need to Calm Down" en kwam uit op 14 juni. De bijbehorende videoclip werd drie dagen later uitgebracht. Niet alleen Swift was te zien in deze videoclip, maar ook een aantal andere celebrities, zoals Ellen Degeneres, RuPaul en Katy Perry. In de Verenigde Staten behaalde "You Need to Calm Down" de tweede positie in de hitlijsten (opnieuw onder "Old Town Road"). In Nederland belandde het nummer op de 26e plaats, maar in Vlaanderen kwam het niet verder dan de Tipparade.
Op een week voor de lancering van Lover, op 16 augustus, werd de derde single uitgebracht. Dit was de titeltrack van het album en heette dus ook "Lover". De bijbehorende videoclip verscheen op 22 augustus, de dag voor de uitgave van het album. Later werden er nog twee versies uitgegeven van het nummer: een remix met Shawn Mendes en een 'First Dance Remix'. De originele versie van "Lover" behaalde een 16e plek in de Ultratop 50, maar belandde niet de in de Nederlandse Top 40. De remix met Shawn Mendes bereikte de Tipparade. Eind januari 2020 kwam de vierde single van Lover uit, genaamd "The Man". Van dit nummer werd niet alleen de reguliere versie uitgegeven, maar ook een liveversie van een concert in Parijs. Hoewel "The Man" in verschillende landen de Top 40 bereikte, kwam de single in Nederland en Vlaanderen niet verder dan de tipparade.

## Ontvangst
Lover werd over het algemeen positief ontvangen.  Volgens Metacritic, een website die albums een score van 0 tot 100 toekent op basis van alle (professionele) recensies, werd het album 26 gerecenseerd en kreeg het een gemiddelde score van 79. Volgens Mikael Wood van The LA Times is Lover Swifts meest volwassen album en blijkt uit haar nummers emotionele wijsheid. Daarnaast schrijft Jon Caramanica van The New York Times dat Swift na Reputation terugkeert naar haar eerdere sterke punten, zoals haar sterke teksten. Dit onderschrijft Menno Pot voor De Volkskrant: "...eigenlijk is [Swift] dan op haar best: in lichte girl next door-pop over verliefdheid (The Archer, Cruel Summer, False God) of een persoonlijk liedje over de ernstige ziekte van haar moeder (Soon You’ll Get Better)." Pot bekritiseert Swift echter vanwege de overdaad aan liedjes op het album. Volgens hem was het album sterker geweest zonder de grote verscheidenheid aan liedjes. Alexis Petridis sluit zich aan bij deze kritiek. Voor The Guardian schrijft hij dat hoewel Swift een betere schrijver is dan haar directe concurrenten, ze te veel verschillende dingen doet op Lover, waarschijnlijk omdat ze voor iedereen iets wil hebben en niemand voor het hoofd wil stoten. Joris Belgers van Trouw voegt daar aan toe dat de liedjes van Lover vermakelijk zijn, maar ook veilig en makkelijk te vergeten.

### Verkoop
In de eerste week dat Lover uit was, werden er wereldwijd 3 miljoen exemplaren verkocht. Daarvan werden er 867,000 exemplaren in de VS verkocht, wat Lover het album met de meeste verkochte exemplaren in de eerste week maakte sinds Swifts vorige album reputation. Lover belandde daardoor op de eerste plek in de Billboard Top 200 en was Swifts zesde album dat de eerste plek bereikte. Ook in verschillende andere landen waaronder Australië, het Verenigd Koninkrijk, Zweden, Mexico en Nederland bereikte Lover de top van de hitnoteringen. In januari 2020 waren er wereldwijd meer dan 5 miljoen exemplaren van Lover verkocht.

### Prijzen
Lover werd genomineerd voor één Grammy Award, namelijk die voor Best Pop Vocal Album, wat Swifts derde opeenvolgende nominatie in deze categorie was. Ook ontving ze nominaties voor twee liedjes op Lover, namelijk Best Pop Performance voor "You Need to Calm Down" en Song of the Year voor "Lover". Swift wist deze nominaties echter niet te verzilveren. Wel ontving ze een American Music Award voor het beste pop of rock album voor Lover.

## Tour
Op 17 september 2019 kondigde Swift aan dat ze geen gewone tour voor Lover zou doen, maar dat ze festivals langs zou gaan om daar haar nieuwe nummers te spelen. Daarbij kondigde ze haar komst naar verschillende Europese festivals en een reeks zelf opzette festivalconcerten op het Amerikaanse continent (één in Brazilië en vier in de Verenigde Staten) aan. Een van de Europese festivals waar ze zou spelen, was Werchter Boutique in België. In december 2019 werd bekendgemaakt dat Swift de headliner zou zijn van zowel British Summer Time in Hyde Park als het Glastonbury Festival. Vanwege de coronapandemie werden al haar Lover-concerten echter geannuleerd.

## Tracklist
Standaardeditie

| 1.                 | I Forgot That You Existed                 | Taylor Swift, Louis Bell, Adam Feeney               | Swift, Frank Dukes, Bell  | 2:51 |
| 2.                 | Cruel Summer                              | Swift, Jack Antonoff, Annie Clark                   | Swift, Antonoff           | 2:58 |
| 3.                 | Lover                                     | Swift                                               | Swift, Antonoff           | 3:41 |
| 4.                 | The Man                                   | Swift, Joel Little                                  | Little, Swift             | 3:10 |
| 5.                 | The Archer                                | Swift, Antonoff                                     | Swift, Antonoff           | 3:31 |
| 6.                 | I Think He Knows                          | Swift, Antonoff                                     | Swift, Antonoff           | 2:53 |
| 7.                 | Miss Americana & the Heartbreak Prince    | Swift, Little                                       | Little, Swift             | 3:54 |
| 8.                 | Paper Rings                               | Swift, Antonoff                                     | Swift, Antonoff           | 3:42 |
| 9.                 | Cornelia Street                           | Swift                                               | Swift, Antonoff           | 4:47 |
| 10.                | Death by a Thousand Cuts                  | Swift, Antonoff                                     | Swift, Antonoff           | 3:19 |
| 11.                | London Boy                                | Swift, Antonoff, Cautious Clay, Mark Anthony Spears | Swift, Sounwave, Antonoff | 3:10 |
| 12.                | Soon You'll Get Better (met Dixie Chicks) | Swift, Antonoff                                     | Swift, Antonoff           | 3:22 |
| 13.                | False God                                 | Swift, Antonoff                                     | Swift, Antonoff           | 3:20 |
| 14.                | You Need to Calm Down                     | Swift, Little                                       | Little, Swift             | 2:51 |
| 15.                | Afterglow                                 | Swift, Bell, Feeney                                 | Swift, Dukes, Bell        | 3:43 |
| 16.                | Me! (met Brendon Urie)                    | Swift, Little, Urie                                 | Little, Swift             | 3:13 |
| 17.                | It's Nice to Have a Friend                | Swift, Bell, Feeney                                 | Swift, Dukes, Bell        | 2:30 |
| 18.                | Daylight                                  | Swift                                               | Swift, Antonoff           | 4:53 |
| Totale duur: 61:48 |                                           |                                                     |                           |      |

## Hitnoteringen

### NederlandseAlbum Top 100
| Hitnotering: (Week 1 t/m 21) 31-08-2019 t/m 18-01-2020 Hitnotering: (Week 22 t/m 30): 01-02-2020 t/m 28-03-2020 Hitnotering: (Week 31): 01-08-2020 Hitnotering: (Week 32 t/m 33): 07-05-2022 t/m 14-05-2022 Hitnotering: (Week 34 t/m 37) 02-07-2022 t/m 23-07-2022 Hitnotering: (Week 38) 10-09-2022 Hitnotering: (Week 39) 24-09-2022 Hitnotering: (Week 40 t/m 44) 15-10-2022 t/m 12-11-2022 Hitnotering: (Week 45) 03-12-2022 Hitnotering: (Week 46) 07-01-2023 Hitnotering: (Week 47) 11-02-2023 Hitnotering: (Week 48 t/m 51) 25-03-2023 t/m heden | Hitnotering: (Week 1 t/m 21) 31-08-2019 t/m 18-01-2020 Hitnotering: (Week 22 t/m 30): 01-02-2020 t/m 28-03-2020 Hitnotering: (Week 31): 01-08-2020 Hitnotering: (Week 32 t/m 33): 07-05-2022 t/m 14-05-2022 Hitnotering: (Week 34 t/m 37) 02-07-2022 t/m 23-07-2022 Hitnotering: (Week 38) 10-09-2022 Hitnotering: (Week 39) 24-09-2022 Hitnotering: (Week 40 t/m 44) 15-10-2022 t/m 12-11-2022 Hitnotering: (Week 45) 03-12-2022 Hitnotering: (Week 46) 07-01-2023 Hitnotering: (Week 47) 11-02-2023 Hitnotering: (Week 48 t/m 51) 25-03-2023 t/m heden | Hitnotering: (Week 1 t/m 21) 31-08-2019 t/m 18-01-2020 Hitnotering: (Week 22 t/m 30): 01-02-2020 t/m 28-03-2020 Hitnotering: (Week 31): 01-08-2020 Hitnotering: (Week 32 t/m 33): 07-05-2022 t/m 14-05-2022 Hitnotering: (Week 34 t/m 37) 02-07-2022 t/m 23-07-2022 Hitnotering: (Week 38) 10-09-2022 Hitnotering: (Week 39) 24-09-2022 Hitnotering: (Week 40 t/m 44) 15-10-2022 t/m 12-11-2022 Hitnotering: (Week 45) 03-12-2022 Hitnotering: (Week 46) 07-01-2023 Hitnotering: (Week 47) 11-02-2023 Hitnotering: (Week 48 t/m 51) 25-03-2023 t/m heden | Hitnotering: (Week 1 t/m 21) 31-08-2019 t/m 18-01-2020 Hitnotering: (Week 22 t/m 30): 01-02-2020 t/m 28-03-2020 Hitnotering: (Week 31): 01-08-2020 Hitnotering: (Week 32 t/m 33): 07-05-2022 t/m 14-05-2022 Hitnotering: (Week 34 t/m 37) 02-07-2022 t/m 23-07-2022 Hitnotering: (Week 38) 10-09-2022 Hitnotering: (Week 39) 24-09-2022 Hitnotering: (Week 40 t/m 44) 15-10-2022 t/m 12-11-2022 Hitnotering: (Week 45) 03-12-2022 Hitnotering: (Week 46) 07-01-2023 Hitnotering: (Week 47) 11-02-2023 Hitnotering: (Week 48 t/m 51) 25-03-2023 t/m heden | Hitnotering: (Week 1 t/m 21) 31-08-2019 t/m 18-01-2020 Hitnotering: (Week 22 t/m 30): 01-02-2020 t/m 28-03-2020 Hitnotering: (Week 31): 01-08-2020 Hitnotering: (Week 32 t/m 33): 07-05-2022 t/m 14-05-2022 Hitnotering: (Week 34 t/m 37) 02-07-2022 t/m 23-07-2022 Hitnotering: (Week 38) 10-09-2022 Hitnotering: (Week 39) 24-09-2022 Hitnotering: (Week 40 t/m 44) 15-10-2022 t/m 12-11-2022 Hitnotering: (Week 45) 03-12-2022 Hitnotering: (Week 46) 07-01-2023 Hitnotering: (Week 47) 11-02-2023 Hitnotering: (Week 48 t/m 51) 25-03-2023 t/m heden | Hitnotering: (Week 1 t/m 21) 31-08-2019 t/m 18-01-2020 Hitnotering: (Week 22 t/m 30): 01-02-2020 t/m 28-03-2020 Hitnotering: (Week 31): 01-08-2020 Hitnotering: (Week 32 t/m 33): 07-05-2022 t/m 14-05-2022 Hitnotering: (Week 34 t/m 37) 02-07-2022 t/m 23-07-2022 Hitnotering: (Week 38) 10-09-2022 Hitnotering: (Week 39) 24-09-2022 Hitnotering: (Week 40 t/m 44) 15-10-2022 t/m 12-11-2022 Hitnotering: (Week 45) 03-12-2022 Hitnotering: (Week 46) 07-01-2023 Hitnotering: (Week 47) 11-02-2023 Hitnotering: (Week 48 t/m 51) 25-03-2023 t/m heden | Hitnotering: (Week 1 t/m 21) 31-08-2019 t/m 18-01-2020 Hitnotering: (Week 22 t/m 30): 01-02-2020 t/m 28-03-2020 Hitnotering: (Week 31): 01-08-2020 Hitnotering: (Week 32 t/m 33): 07-05-2022 t/m 14-05-2022 Hitnotering: (Week 34 t/m 37) 02-07-2022 t/m 23-07-2022 Hitnotering: (Week 38) 10-09-2022 Hitnotering: (Week 39) 24-09-2022 Hitnotering: (Week 40 t/m 44) 15-10-2022 t/m 12-11-2022 Hitnotering: (Week 45) 03-12-2022 Hitnotering: (Week 46) 07-01-2023 Hitnotering: (Week 47) 11-02-2023 Hitnotering: (Week 48 t/m 51) 25-03-2023 t/m heden | Hitnotering: (Week 1 t/m 21) 31-08-2019 t/m 18-01-2020 Hitnotering: (Week 22 t/m 30): 01-02-2020 t/m 28-03-2020 Hitnotering: (Week 31): 01-08-2020 Hitnotering: (Week 32 t/m 33): 07-05-2022 t/m 14-05-2022 Hitnotering: (Week 34 t/m 37) 02-07-2022 t/m 23-07-2022 Hitnotering: (Week 38) 10-09-2022 Hitnotering: (Week 39) 24-09-2022 Hitnotering: (Week 40 t/m 44) 15-10-2022 t/m 12-11-2022 Hitnotering: (Week 45) 03-12-2022 Hitnotering: (Week 46) 07-01-2023 Hitnotering: (Week 47) 11-02-2023 Hitnotering: (Week 48 t/m 51) 25-03-2023 t/m heden | Hitnotering: (Week 1 t/m 21) 31-08-2019 t/m 18-01-2020 Hitnotering: (Week 22 t/m 30): 01-02-2020 t/m 28-03-2020 Hitnotering: (Week 31): 01-08-2020 Hitnotering: (Week 32 t/m 33): 07-05-2022 t/m 14-05-2022 Hitnotering: (Week 34 t/m 37) 02-07-2022 t/m 23-07-2022 Hitnotering: (Week 38) 10-09-2022 Hitnotering: (Week 39) 24-09-2022 Hitnotering: (Week 40 t/m 44) 15-10-2022 t/m 12-11-2022 Hitnotering: (Week 45) 03-12-2022 Hitnotering: (Week 46) 07-01-2023 Hitnotering: (Week 47) 11-02-2023 Hitnotering: (Week 48 t/m 51) 25-03-2023 t/m heden | Hitnotering: (Week 1 t/m 21) 31-08-2019 t/m 18-01-2020 Hitnotering: (Week 22 t/m 30): 01-02-2020 t/m 28-03-2020 Hitnotering: (Week 31): 01-08-2020 Hitnotering: (Week 32 t/m 33): 07-05-2022 t/m 14-05-2022 Hitnotering: (Week 34 t/m 37) 02-07-2022 t/m 23-07-2022 Hitnotering: (Week 38) 10-09-2022 Hitnotering: (Week 39) 24-09-2022 Hitnotering: (Week 40 t/m 44) 15-10-2022 t/m 12-11-2022 Hitnotering: (Week 45) 03-12-2022 Hitnotering: (Week 46) 07-01-2023 Hitnotering: (Week 47) 11-02-2023 Hitnotering: (Week 48 t/m 51) 25-03-2023 t/m heden | Hitnotering: (Week 1 t/m 21) 31-08-2019 t/m 18-01-2020 Hitnotering: (Week 22 t/m 30): 01-02-2020 t/m 28-03-2020 Hitnotering: (Week 31): 01-08-2020 Hitnotering: (Week 32 t/m 33): 07-05-2022 t/m 14-05-2022 Hitnotering: (Week 34 t/m 37) 02-07-2022 t/m 23-07-2022 Hitnotering: (Week 38) 10-09-2022 Hitnotering: (Week 39) 24-09-2022 Hitnotering: (Week 40 t/m 44) 15-10-2022 t/m 12-11-2022 Hitnotering: (Week 45) 03-12-2022 Hitnotering: (Week 46) 07-01-2023 Hitnotering: (Week 47) 11-02-2023 Hitnotering: (Week 48 t/m 51) 25-03-2023 t/m heden | Hitnotering: (Week 1 t/m 21) 31-08-2019 t/m 18-01-2020 Hitnotering: (Week 22 t/m 30): 01-02-2020 t/m 28-03-2020 Hitnotering: (Week 31): 01-08-2020 Hitnotering: (Week 32 t/m 33): 07-05-2022 t/m 14-05-2022 Hitnotering: (Week 34 t/m 37) 02-07-2022 t/m 23-07-2022 Hitnotering: (Week 38) 10-09-2022 Hitnotering: (Week 39) 24-09-2022 Hitnotering: (Week 40 t/m 44) 15-10-2022 t/m 12-11-2022 Hitnotering: (Week 45) 03-12-2022 Hitnotering: (Week 46) 07-01-2023 Hitnotering: (Week 47) 11-02-2023 Hitnotering: (Week 48 t/m 51) 25-03-2023 t/m heden | Hitnotering: (Week 1 t/m 21) 31-08-2019 t/m 18-01-2020 Hitnotering: (Week 22 t/m 30): 01-02-2020 t/m 28-03-2020 Hitnotering: (Week 31): 01-08-2020 Hitnotering: (Week 32 t/m 33): 07-05-2022 t/m 14-05-2022 Hitnotering: (Week 34 t/m 37) 02-07-2022 t/m 23-07-2022 Hitnotering: (Week 38) 10-09-2022 Hitnotering: (Week 39) 24-09-2022 Hitnotering: (Week 40 t/m 44) 15-10-2022 t/m 12-11-2022 Hitnotering: (Week 45) 03-12-2022 Hitnotering: (Week 46) 07-01-2023 Hitnotering: (Week 47) 11-02-2023 Hitnotering: (Week 48 t/m 51) 25-03-2023 t/m heden | Hitnotering: (Week 1 t/m 21) 31-08-2019 t/m 18-01-2020 Hitnotering: (Week 22 t/m 30): 01-02-2020 t/m 28-03-2020 Hitnotering: (Week 31): 01-08-2020 Hitnotering: (Week 32 t/m 33): 07-05-2022 t/m 14-05-2022 Hitnotering: (Week 34 t/m 37) 02-07-2022 t/m 23-07-2022 Hitnotering: (Week 38) 10-09-2022 Hitnotering: (Week 39) 24-09-2022 Hitnotering: (Week 40 t/m 44) 15-10-2022 t/m 12-11-2022 Hitnotering: (Week 45) 03-12-2022 Hitnotering: (Week 46) 07-01-2023 Hitnotering: (Week 47) 11-02-2023 Hitnotering: (Week 48 t/m 51) 25-03-2023 t/m heden | Hitnotering: (Week 1 t/m 21) 31-08-2019 t/m 18-01-2020 Hitnotering: (Week 22 t/m 30): 01-02-2020 t/m 28-03-2020 Hitnotering: (Week 31): 01-08-2020 Hitnotering: (Week 32 t/m 33): 07-05-2022 t/m 14-05-2022 Hitnotering: (Week 34 t/m 37) 02-07-2022 t/m 23-07-2022 Hitnotering: (Week 38) 10-09-2022 Hitnotering: (Week 39) 24-09-2022 Hitnotering: (Week 40 t/m 44) 15-10-2022 t/m 12-11-2022 Hitnotering: (Week 45) 03-12-2022 Hitnotering: (Week 46) 07-01-2023 Hitnotering: (Week 47) 11-02-2023 Hitnotering: (Week 48 t/m 51) 25-03-2023 t/m heden | Hitnotering: (Week 1 t/m 21) 31-08-2019 t/m 18-01-2020 Hitnotering: (Week 22 t/m 30): 01-02-2020 t/m 28-03-2020 Hitnotering: (Week 31): 01-08-2020 Hitnotering: (Week 32 t/m 33): 07-05-2022 t/m 14-05-2022 Hitnotering: (Week 34 t/m 37) 02-07-2022 t/m 23-07-2022 Hitnotering: (Week 38) 10-09-2022 Hitnotering: (Week 39) 24-09-2022 Hitnotering: (Week 40 t/m 44) 15-10-2022 t/m 12-11-2022 Hitnotering: (Week 45) 03-12-2022 Hitnotering: (Week 46) 07-01-2023 Hitnotering: (Week 47) 11-02-2023 Hitnotering: (Week 48 t/m 51) 25-03-2023 t/m heden | Hitnotering: (Week 1 t/m 21) 31-08-2019 t/m 18-01-2020 Hitnotering: (Week 22 t/m 30): 01-02-2020 t/m 28-03-2020 Hitnotering: (Week 31): 01-08-2020 Hitnotering: (Week 32 t/m 33): 07-05-2022 t/m 14-05-2022 Hitnotering: (Week 34 t/m 37) 02-07-2022 t/m 23-07-2022 Hitnotering: (Week 38) 10-09-2022 Hitnotering: (Week 39) 24-09-2022 Hitnotering: (Week 40 t/m 44) 15-10-2022 t/m 12-11-2022 Hitnotering: (Week 45) 03-12-2022 Hitnotering: (Week 46) 07-01-2023 Hitnotering: (Week 47) 11-02-2023 Hitnotering: (Week 48 t/m 51) 25-03-2023 t/m heden | Hitnotering: (Week 1 t/m 21) 31-08-2019 t/m 18-01-2020 Hitnotering: (Week 22 t/m 30): 01-02-2020 t/m 28-03-2020 Hitnotering: (Week 31): 01-08-2020 Hitnotering: (Week 32 t/m 33): 07-05-2022 t/m 14-05-2022 Hitnotering: (Week 34 t/m 37) 02-07-2022 t/m 23-07-2022 Hitnotering: (Week 38) 10-09-2022 Hitnotering: (Week 39) 24-09-2022 Hitnotering: (Week 40 t/m 44) 15-10-2022 t/m 12-11-2022 Hitnotering: (Week 45) 03-12-2022 Hitnotering: (Week 46) 07-01-2023 Hitnotering: (Week 47) 11-02-2023 Hitnotering: (Week 48 t/m 51) 25-03-2023 t/m heden | Hitnotering: (Week 1 t/m 21) 31-08-2019 t/m 18-01-2020 Hitnotering: (Week 22 t/m 30): 01-02-2020 t/m 28-03-2020 Hitnotering: (Week 31): 01-08-2020 Hitnotering: (Week 32 t/m 33): 07-05-2022 t/m 14-05-2022 Hitnotering: (Week 34 t/m 37) 02-07-2022 t/m 23-07-2022 Hitnotering: (Week 38) 10-09-2022 Hitnotering: (Week 39) 24-09-2022 Hitnotering: (Week 40 t/m 44) 15-10-2022 t/m 12-11-2022 Hitnotering: (Week 45) 03-12-2022 Hitnotering: (Week 46) 07-01-2023 Hitnotering: (Week 47) 11-02-2023 Hitnotering: (Week 48 t/m 51) 25-03-2023 t/m heden | Hitnotering: (Week 1 t/m 21) 31-08-2019 t/m 18-01-2020 Hitnotering: (Week 22 t/m 30): 01-02-2020 t/m 28-03-2020 Hitnotering: (Week 31): 01-08-2020 Hitnotering: (Week 32 t/m 33): 07-05-2022 t/m 14-05-2022 Hitnotering: (Week 34 t/m 37) 02-07-2022 t/m 23-07-2022 Hitnotering: (Week 38) 10-09-2022 Hitnotering: (Week 39) 24-09-2022 Hitnotering: (Week 40 t/m 44) 15-10-2022 t/m 12-11-2022 Hitnotering: (Week 45) 03-12-2022 Hitnotering: (Week 46) 07-01-2023 Hitnotering: (Week 47) 11-02-2023 Hitnotering: (Week 48 t/m 51) 25-03-2023 t/m heden | Hitnotering: (Week 1 t/m 21) 31-08-2019 t/m 18-01-2020 Hitnotering: (Week 22 t/m 30): 01-02-2020 t/m 28-03-2020 Hitnotering: (Week 31): 01-08-2020 Hitnotering: (Week 32 t/m 33): 07-05-2022 t/m 14-05-2022 Hitnotering: (Week 34 t/m 37) 02-07-2022 t/m 23-07-2022 Hitnotering: (Week 38) 10-09-2022 Hitnotering: (Week 39) 24-09-2022 Hitnotering: (Week 40 t/m 44) 15-10-2022 t/m 12-11-2022 Hitnotering: (Week 45) 03-12-2022 Hitnotering: (Week 46) 07-01-2023 Hitnotering: (Week 47) 11-02-2023 Hitnotering: (Week 48 t/m 51) 25-03-2023 t/m heden |
| Week: | 1 | 2 | 3 | 4 | 5 | 6 | 7 | 8 | 9 | 10 | 11 | 12 | 13 | 14 | 15 | 16 | 17 | 18 | 19 | 20 |
| --- | --- | --- | --- | --- | --- | --- | --- | --- | --- | --- | --- | --- | --- | --- | --- | --- | --- | --- | --- | --- |
| Positie: | 1 | 5 | 7 | 9 | 12 | 23 | 25 | 23 | 31 | 45 | 42 | 47 | 30 | 54 | 45 | 57 | 55 | 64 | 75 | 75 |
| Week: | 21 | | 22 | 23 | 24 | 25 | 26 | 27 | 28 | 29 | 30 | | 31 | | 32 | 33 | | 34 | 35 | 36 |
| Positie: | 98 | uit | 86 | 51 | 48 | 56 | 56 | 56 | 67 | 80 | 73 | uit | 73 | uit | 100 | 92 | uit | 82 | 85 | 95 |
| Week: | 37 | | 38 | | 39 | | 40 | 41 | 42 | 43 | 44 | | 45 | | 46 | | 47 | | 48 | 49 |
| Positie: | 98 | uit | 99 | uit | 88 | uit | 97 | 93 | 88 | 85 | 96 | uit | 91 | uit | 91 | uit | 93 | uit | 48 | 52 |
| Week: | 50 | 51 | | | | | | | | | | | | | | | | | | |
| Positie: | 51 | 41 | | | | | | | | | | | | | | | | | | |

### VlaamseUltratop 200 Albums
| Hitnotering: (Week 1 t/m 190) 31-08-2019 t/m heden | Hitnotering: (Week 1 t/m 190) 31-08-2019 t/m heden | Hitnotering: (Week 1 t/m 190) 31-08-2019 t/m heden | Hitnotering: (Week 1 t/m 190) 31-08-2019 t/m heden | Hitnotering: (Week 1 t/m 190) 31-08-2019 t/m heden | Hitnotering: (Week 1 t/m 190) 31-08-2019 t/m heden | Hitnotering: (Week 1 t/m 190) 31-08-2019 t/m heden | Hitnotering: (Week 1 t/m 190) 31-08-2019 t/m heden | Hitnotering: (Week 1 t/m 190) 31-08-2019 t/m heden | Hitnotering: (Week 1 t/m 190) 31-08-2019 t/m heden | Hitnotering: (Week 1 t/m 190) 31-08-2019 t/m heden | Hitnotering: (Week 1 t/m 190) 31-08-2019 t/m heden | Hitnotering: (Week 1 t/m 190) 31-08-2019 t/m heden | Hitnotering: (Week 1 t/m 190) 31-08-2019 t/m heden | Hitnotering: (Week 1 t/m 190) 31-08-2019 t/m heden | Hitnotering: (Week 1 t/m 190) 31-08-2019 t/m heden | Hitnotering: (Week 1 t/m 190) 31-08-2019 t/m heden | Hitnotering: (Week 1 t/m 190) 31-08-2019 t/m heden | Hitnotering: (Week 1 t/m 190) 31-08-2019 t/m heden | Hitnotering: (Week 1 t/m 190) 31-08-2019 t/m heden | Hitnotering: (Week 1 t/m 190) 31-08-2019 t/m heden |
| Week:                                              | 1                                                  | 2                                                  | 3                                                  | 4                                                  | 5                                                  | 6                                                  | 7                                                  | 8                                                  | 9                                                  | 10                                                 | 11                                                 | 12                                                 | 13                                                 | 14                                                 | 15                                                 | 16                                                 | 17                                                 | 18                                                 | 19                                                 | 20                                                 |
| -------------------------------------------------- | -------------------------------------------------- | -------------------------------------------------- | -------------------------------------------------- | -------------------------------------------------- | -------------------------------------------------- | -------------------------------------------------- | -------------------------------------------------- | -------------------------------------------------- | -------------------------------------------------- | -------------------------------------------------- | -------------------------------------------------- | -------------------------------------------------- | -------------------------------------------------- | -------------------------------------------------- | -------------------------------------------------- | -------------------------------------------------- | -------------------------------------------------- | -------------------------------------------------- | -------------------------------------------------- | -------------------------------------------------- |
| Positie:                                           | 1                                                  | 3                                                  | 5                                                  | 5                                                  | 4                                                  | 8                                                  | 15                                                 | 14                                                 | 24                                                 | 35                                                 | 29                                                 | 35                                                 | 23                                                 | 32                                                 | 29                                                 | 35                                                 | 42                                                 | 39                                                 | 40                                                 | 47                                                 |
| Week:                                              | 21                                                 | 22                                                 | 23                                                 | 24                                                 | 25                                                 | 26                                                 | 27                                                 | 28                                                 | 29                                                 | 30                                                 | 31                                                 | 32                                                 | 33                                                 | 34                                                 | 35                                                 | 36                                                 | 37                                                 | 38                                                 | 39                                                 | 40                                                 |
| Positie:                                           | 38                                                 | 48                                                 | 41                                                 | 18                                                 | 24                                                 | 28                                                 | 37                                                 | 28                                                 | 41                                                 | 34                                                 | 19                                                 | 23                                                 | 27                                                 | 31                                                 | 20                                                 | 28                                                 | 27                                                 | 30                                                 | 57                                                 | 43                                                 |
| Week:                                              | 41                                                 | 42                                                 | 43                                                 | 44                                                 | 45                                                 | 46                                                 | 47                                                 | 48                                                 | 49                                                 | 50                                                 | 51                                                 | 52                                                 | 53                                                 | 54                                                 | 55                                                 | 56                                                 | 57                                                 | 58                                                 | 59                                                 | 60                                                 |
| Positie                                            | 47                                                 | 61                                                 | 45                                                 | 36                                                 | 49                                                 | 56                                                 | 60                                                 | 85                                                 | 33                                                 | 44                                                 | 37                                                 | 48                                                 | 47                                                 | 59                                                 | 63                                                 | 60                                                 | 78                                                 | 89                                                 | 79                                                 | 94                                                 |
| Week:                                              | 61                                                 | 62                                                 | 63                                                 | 64                                                 | 65                                                 | 66                                                 | 67                                                 | 68                                                 | 69                                                 | 70                                                 | 71                                                 | 72                                                 | 73                                                 | 74                                                 | 75                                                 | 76                                                 | 77                                                 | 78                                                 | 79                                                 | 80                                                 |
| Positie                                            | 102                                                | 104                                                | 114                                                | 110                                                | 101                                                | 124                                                | 132                                                | 108                                                | 113                                                | 75                                                 | 89                                                 | 117                                                | 123                                                | 91                                                 | 118                                                | 108                                                | 151                                                | 98                                                 | 139                                                | 111                                                |
| Week:                                              | 81                                                 | 82                                                 | 83                                                 | 84                                                 | 85                                                 | 86                                                 | 87                                                 | 88                                                 | 89                                                 | 90                                                 | 91                                                 | 92                                                 | 93                                                 | 94                                                 | 95                                                 | 96                                                 | 97                                                 | 98                                                 | 99                                                 | 100                                                |
| Positie                                            | 131                                                | 139                                                | 110                                                | 97                                                 | 112                                                | 100                                                | 114                                                | 107                                                | 114                                                | 128                                                | 120                                                | 124                                                | 126                                                | 120                                                | 95                                                 | 92                                                 | 136                                                | 128                                                | 110                                                | 162                                                |
| Week:                                              | 101                                                | 102                                                | 103                                                | 104                                                | 105                                                | 106                                                | 107                                                | 108                                                | 109                                                | 110                                                | 111                                                | 112                                                | 113                                                | 114                                                | 115                                                | 116                                                | 117                                                | 118                                                | 119                                                | 120                                                |
| Positie:                                           | 124                                                | 140                                                | 105                                                | 135                                                | 110                                                | 110                                                | 127                                                | 123                                                | 122                                                | 72                                                 | 101                                                | 56                                                 | 85                                                 | 80                                                 | 79                                                 | 91                                                 | 82                                                 | 59                                                 | 84                                                 | 159                                                |
| Week:                                              | 121                                                | 122                                                | 123                                                | 124                                                | 125                                                | 126                                                | 127                                                | 128                                                | 129                                                | 130                                                | 131                                                | 132                                                | 133                                                | 134                                                | 135                                                | 136                                                | 137                                                | 138                                                | 139                                                | 140                                                |
| Positie:                                           | 134                                                | 127                                                | 113                                                | 61                                                 | 76                                                 | 72                                                 | 76                                                 | 66                                                 | 72                                                 | 101                                                | 71                                                 | 139                                                | 97                                                 | 99                                                 | 96                                                 | 135                                                | 130                                                | 111                                                | 106                                                | 99                                                 |
| Week:                                              | 141                                                | 142                                                | 143                                                | 144                                                | 145                                                | 146                                                | 147                                                | 148                                                | 149                                                | 150                                                | 151                                                | 152                                                | 153                                                | 154                                                | 155                                                | 156                                                | 157                                                | 158                                                | 159                                                | 160                                                |
| Positie:                                           | 78                                                 | 60                                                 | 88                                                 | 72                                                 | 88                                                 | 95                                                 | 77                                                 | 51                                                 | 46                                                 | 59                                                 | 79                                                 | 30                                                 | 51                                                 | 47                                                 | 66                                                 | 60                                                 | 44                                                 | 55                                                 | 52                                                 | 60                                                 |
| Week:                                              | 161                                                | 162                                                | 163                                                | 164                                                | 165                                                | 166                                                | 167                                                | 168                                                | 169                                                | 170                                                | 171                                                | 172                                                | 173                                                | 174                                                | 175                                                | 176                                                | 177                                                | 178                                                | 179                                                | 180                                                |
| Positie:                                           | 70                                                 | 80                                                 | 65                                                 | 46                                                 | 51                                                 | 39                                                 | 61                                                 | 54                                                 | 41                                                 | 50                                                 | 60                                                 | 67                                                 | 63                                                 | 62                                                 | 64                                                 | 54                                                 | 56                                                 | 53                                                 | 59                                                 | 43                                                 |
| Week:                                              | 181                                                | 182                                                | 183                                                | 184                                                | 185                                                | 186                                                | 187                                                | 188                                                | 189                                                | 190                                                | 191                                                | 192                                                | 193                                                | 194                                                | 195                                                | 196                                                | 197                                                | 198                                                | 199                                                | 200                                                |
| Positie:                                           | 71                                                 | 62                                                 | 49                                                 | 40                                                 | 81                                                 | 48                                                 | 31                                                 | 35                                                 | 34                                                 | 20                                                 | 22                                                 | 27                                                 | 22                                                 | 17                                                 | 29                                                 | 23                                                 | 20                                                 | 24                                                 | 27                                                 | 18                                                 |
| Week:                                              | 201                                                | 202                                                | 203                                                | 204                                                | 205                                                | 206                                                | 207                                                | 208                                                | 209                                                | 210                                                | 211                                                | 212                                                | 213                                                | 214                                                | 215                                                | 216                                                | 217                                                | 218                                                | 219                                                | 220                                                |
| Positie:                                           | 12                                                 | 18                                                 | 22                                                 | 9                                                  | 15                                                 | 15                                                 | 17                                                 | 14                                                 | 14                                                 | 18                                                 | 15                                                 | 18                                                 | 15                                                 | 20                                                 | 29                                                 | 24                                                 | 18                                                 | 18                                                 | 16                                                 | 19                                                 |
| Week:                                              | 221                                                | 222                                                | 223                                                | 224                                                | 225                                                | 226                                                |                                                    |                                                    |                                                    |                                                    |                                                    |                                                    |                                                    |                                                    |                                                    |                                                    |                                                    |                                                    |                                                    |                                                    |
| Positie:                                           | 21                                                 | 27                                                 | 23                                                 | 27                                                 | 21                                                 | 28                                                 |                                                    |                                                    |                                                    |                                                    |                                                    |                                                    |                                                    |                                                    |                                                    |                                                    |                                                    |                                                    |                                                    |                                                    |